# Księgowanie umysłowe
Księgowanie umysłowe (ang. mental accounting) – psychologiczny mechanizm odpowiedzialny za nieracjonalność traktowania pieniędzy.
Model księgowania umysłowego został zaproponowany w latach osiemdziesiątych XX wieku przez amerykańskiego ekonomistę Richarda Thalera. Wyjaśnia on różnicowanie przez ludzi źródeł zdobywania pieniędzy i celów, na które te pieniądze są wydawane (Thaler 1985; 1990; 1999). Według Thalera, podobnie jak w prawdziwej księgowości, również w umyśle człowieka informacje o dochodach i wydatkach są przypisywane do osobnych „kont mentalnych”, co powoduje, że ludzie unikają ich wymiennego traktowania. Dzięki posługiwaniu się systemem księgowania umysłowego konsumenci zyskują większe poczucie kontroli nad dysponowanym kapitałem.
Na przykład jeżeli systematycznie oszczędzamy pieniądze, aby w przyszłości przeznaczyć je na edukację naszych dzieci, to bardzo niechętnie z nich skorzystamy, gdy postanowimy kupić nowy telewizor, a będzie nam brakować gotówki. W ogólniejszym sensie ten przykład można potraktować jako wyjaśnienie jednoczesnego zaciągania przez ludzi pożyczek i gromadzenia oszczędności, co jest bez wątpienia nieracjonalne z ekonomicznego punktu widzenia.

## Zasady księgowania umysłowego
- Zasada rozdzielania zysków

Kupujący odczuwa większą satysfakcję z kilku mniejszych zysków niż z jednego większego zysku, będącego sumą tych mniejszych zysków. W ten sposób kupujący uzyskuje satysfakcję z kupienia dwu (zamiast jednego) produktów. Zasada ta jest szczególnie często wykorzystywana w marketingu bezpośrednim.
- Zasada łączenia strat

Kupujący odczuwa większą satysfakcję z jednej zsumowanej większej straty niż z kilku mniejszych strat.
- Zasada łączenia mniejszej straty z większym zyskiem

Kupujący odczuwa większą satysfakcję z jednego zsumowanego zysku powstałego w wyniku połączenia większego zysku i mniejszej straty niż z oddzielnego większego zysku i mniejszej straty.
- Zasada rozdzielania mniejszego zysku od większej straty

Kupujący odczuwa większą satysfakcję z poniesienia większej straty i mniejszego zysku niż z jednej z umownej straty, będącej różnicą między większą stratą i mniejszym zyskiem.

## Pieniądze, które spadły z nieba
Specyficzny przykład księgowania umysłowego, opisany został w 1990 r. przez Richarda Thalera i Ericha Johnsona. Badacze udowodnili, że kiedy ludzie niespodziewanie wygrywają pieniądze, to wzrasta ich skłonność do podejmowania ryzyka finansowego. Jeśli źródła zdobywania pieniędzy są zamienne, to kapitał zdobyty w kasynie powinien być traktowany tak samo, jak kapitał zgromadzony w każdy inny sposób. Okazuje się jednak, że konsumenci specyficznie „księgują” wygrane loteryjne (jako pieniądze zarobione bez wysiłku) i z tego powodu są bardziej skłonni zaryzykować ich stratę.

## Przykłady
Dobrym przykładem funkcjonowania zasady łączenia strat jest oferowanie przez sprzedawców samochodów różnych dodatkowych urządzeń, na przykład radia, którego stosunkowo niewielka cena dodana do dużej ceny samochodu sprawia, że kupujący nie odczuwa różnicy między ceną samochodu bez radia (40 000 zł) i z radiem (40 300 zł).
Nagle i Holden (1995) przytaczają praktykę pewnej firmy doradczej – doradzającej instytucjom, jak zmodernizować ich instalację elektryczną, tak by była efektywniejsza. Otóż zamiast pobierać jakąś ustaloną opłatę godzinową za swoje konsultacje, firma określa swoją cenę jako procent od zaoszczędzonych kosztów w okresie najbliższych pięciu lat. W ten sposób klient ocenia całość przedsięwzięcia wyłącznie w kategoriach zysku (zmniejszenia opłat za elektryczność).
Nagle i Holden (1995) jako przykład funkcjonowania zasady rozdzielania mniejszego zysku od większej straty przywołują praktykę udzielania rabatów przy sprzedaży (powiedzmy samochodów) zamiast po prostu obniżenia ceny produktu. Praktyka ta ma następujący sens: gdyby sprzedawca po prostu nieco obniżył cenę sprzedawanych samochodów, to taka niewielka obniżka nie zostałaby przypuszczalnie doceniona przez potencjalnych nabywców.
Model księgowania umysłowego znajduje również odzwierciedlenie w działaniach inwestorów w procesie tworzenia portfeli behawioralnych. Mechanizm księgowania polega na tym, że część pieniędzy jest lokowana w aktywa ryzykowne, a inna część – w papiery bezpieczniejsze. Pewne znaczenie ma również źródło, z którego pochodzą zdobywane przez inwestora pieniądze. Ronald Bosman i Frans van Winden (2002) stwierdzili w swoim eksperymencie, że ludzie chętniej inwestują kapitał w bezpieczne (mniej ryzykowne) aktywa, jeżeli ten kapitał został zgromadzony dzięki ciężkiej pracy, niż wtedy, gdy jego zdobycie było (przynajmniej częściowo) skutkiem szczęśliwego przypadku. Możemy więc przewidywać, że im więcej wysiłku włożono w zarobienie pieniędzy, tym bardziej jest prawdopodobne, że zostaną one spożytkowane na wypełnienie tej części portfela inwestycyjnego, która odpowiada za zapewnienie poczucia bezpieczeństwa.